# Plopii-Slăvitești
Plopii-Slăvitești è un comune della Romania di 2 717 abitanti, ubicato nel distretto di Teleorman, nella regione storica della Muntenia.
Il comune è formato dall'unione di 3 villaggi: Brâncoveanca, Dudu, Plopii-Slăvitești.
Nel 2004 si sono staccati da Plopii-Slăvitești i villaggi di Bârseștii de Jos, Beciu e Smârdan, andati a formare il comune di Beciu.
Sul territorio del comune si trova il Monastero di Plăviceni, dedicato ai SS. Arcangeli Michele e Gabriele (Sfinţii Arhangheli Mihail și Gavriil), costruito nel XVII secolo all'epoca di Matei Basarab, la cui chiesa contiene una serie di affreschi dipinti attorno al 1815. Particolarmente degradato dal tempo, l'intero complesso monastico è oggetto di un totale restauro, accompagnato a partire dal 1995 da una campagna di scavi archeologici. Il restauro è ancora in corso, tuttavia nel 2002 cinque monaci si stabilirono comunque nel monastero, nel tentativo di restituirlo alla vita monastica.